# Ano trópico
Um ano trópico, também chamado ano das estações ou ainda ano solar, é o intervalo de tempo que o Sol, em seu movimento aparente pelo céu, leva para partir de algum dos quatro pontos que definem as estações e retornar para o mesmo ponto, ou seja, é o tempo entre duas passagens pelo equinócio de primavera, pelo solstício de verão, pelo equinócio de outono ou pelo solstício de inverno.
O ano civil se baseia no ano trópico, que tem uma duração de 365d 5h 48min 46s. Por o ano trópico não ter uma quantidade exata de dias, torna-se necessário introduzir correções periódicas e regulares no ano civil, para que este se mantenha sincronizado com as estações.
Os egípcios, aparentemente, faziam uso de um ano de 12 meses de 30 dias, mas posteriormente acrescentaram mais cinco dias ao final do ano, fazendo um total de 365 dias por ano (o ano egípcio). O ano romano, após sofrer várias modificações, terminou sendo estabelecido por Júlio César, como um ano de 365 dias, com uma correção de um dia extra feita a cada quatro anos, nos anos chamados de anos bissextos, com um dia extra no mês de Fevereiro (o atual dia 29 de fevereiro). Como o ano juliano é cerca de 11 minutos maior que o ano trópico, ao longo dos séculos esta diferença foi se acumulando. A correção foi feita por ordem do papa Gregório XIII, que estabeleceu o calendário gregoriano, iniciando-se em 1582. Por este sistema, os anos que são múltiplos de 100, mas não são múltiplos de 400 (ou seja, 1700, 1800, 1900, mas não 2000, etc) não serão anos bissextos.